# Distretto di Atghar
Il distretto di Atghar è un distretto dell'Afghanistan appartenente alla provincia dello Zabol. Conta una popolazione di circa 8.400 abitanti (dati 2013).